# 333
Het jaar 333 is het 33e jaar in de 4e eeuw volgens de christelijke jaartelling.

## Gebeurtenissen

### Europa

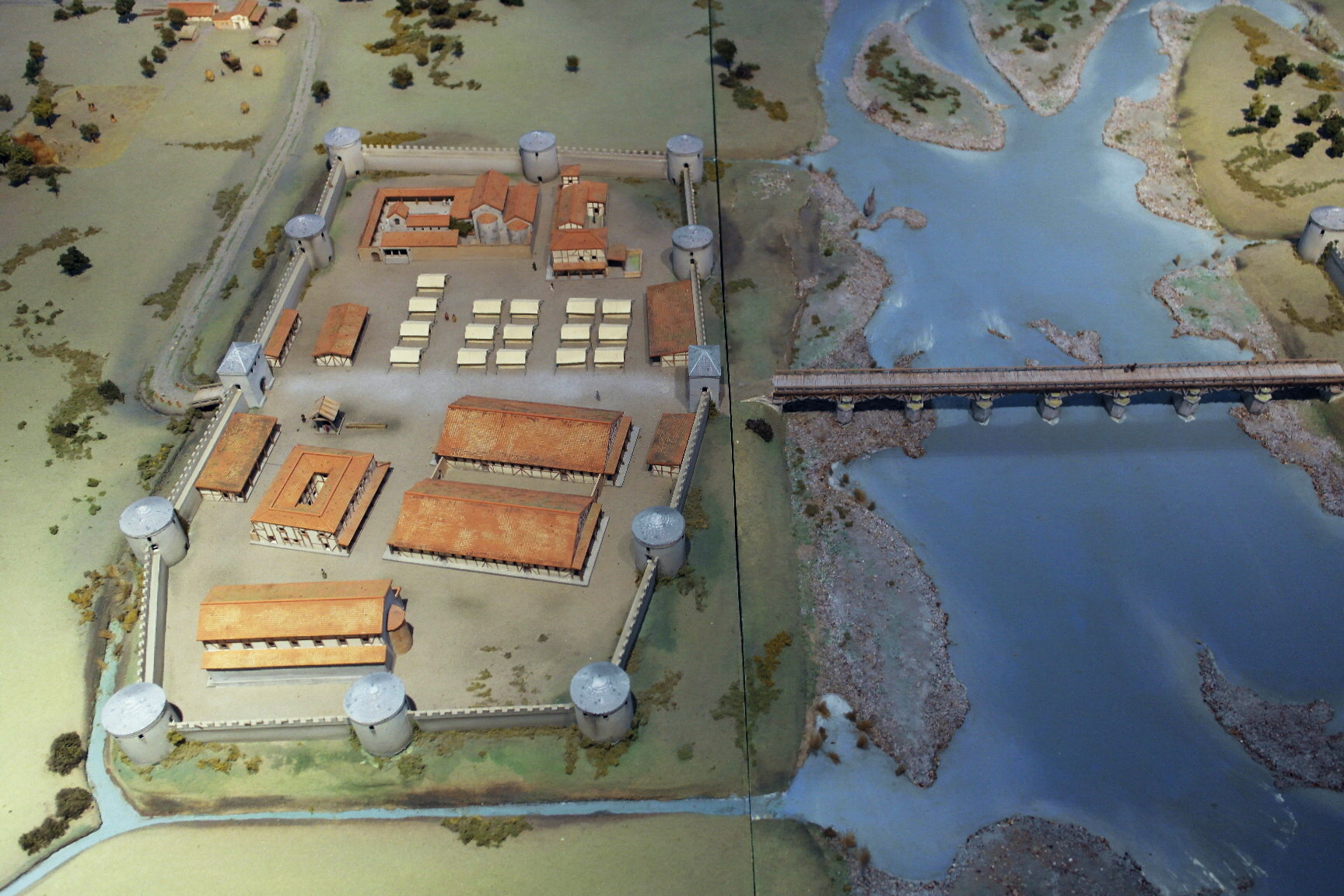
Castellum van Maastricht

- Bouw van het laat-Romeins castellum van Maastricht.

### Klein-Azië
- Keizer Constantijn I veroordeelt in Constantinopel de astrologie als 'demonisch'.
- Calocaerus roept zichzelf op Cyprus uit tot keizer. Constantijn I stuurt zijn neef Flavius Dalmatius om de opstand te onderdrukken.
- 25 december - Constantijn I benoemt zijn jongste zoon Constans I tot caesar.
- Vrtanes (333-342) wordt de derde patriarch van de Armeens-Apostolische Kerk.

### Afrika
- Koning Ezana van Aksum (het huidige Eritrea) bekeert zich tot het christendom. Het koninkrijk ontwikkelt zich als het eerste christelijke centrum van Afrika.

## Geboren
- Monica, christelijke heilige en moeder van Augustinus van Hippo (overleden 387)